# Ain't 2 Proud 2 Beg
"Ain't 2 Proud 2 Beg" é o single de estreia do grupo americano TLC do seu álbum de estreia, Ooooooohhh... On the TLC Tip. Foi lançado pela LaFace Records em 22 de novembro de 1991. A música chegou ao 6º lugar na Billboard Hot 100 e número 2 no Hot R&B/Hip-Hop Singles & Tracks da Billboard, tornando-se o primeiro single a chegar ao top dez em ambos os gráficos. O single também alcançou o Top 20 no UK Singles Chart. A música é muito sobre as garotas dizendo que elas não se importam de implorar por sexo de outras pessoas importantes. Compositores Dallas Austin e Lisa 'Left Eye' Lopes receberam uma nomeação para Grammy Award para Best R&B Song de 2013. A música apareceu no Dance Central 3. Em 2017, o fansite TLC Cyber TLC World revelou que o Smoothed Down Extended Remix não possui os vocais de T-Boz, mas contou com Debra Killings, que T-Boz confirmou no Twitter.

## Sobre a Canção
Para promover seu primeiro álbum de estúdio o grupo TLC
Lançou a música como o primeiro Single. A composição da música veio de
Quando o produtor delas Dallas Austin engravidou a integrante do grupo
Rozonda Thomas. Lisa Lopes e Lionel C. Martin dirigiram o vídeo .

## Video
O vídeo mostra as meninas usando bonecos, etiquetas, roupas folgadas e Lisa com um grande chapéu e óculos escuros. O vídeo mostra as garotas cantando, dançando e fazendo rap e ocasionalmente tem os apelidos da garota na parte inferior da tela. Vários suportes abstratos, incluindo tesouras e equipamentos de beisebol com significados sexuais subjacentes, são usados no vídeo. Algumas fotos mostram o grupo do lado de fora com as pessoas no fundo e depois na frente de um fundo branco. Oferece uma tendência de exploração amiga da criança. As calças de Lefteye estão caídas e uma camiseta em seus buttins diz "bunda". As palavras 'SAFE SEX' mudaram durante o vídeo que eles também usaram na parte de trás de suas calças jeans em sua última apresentação ao vivo com Left-Eye. Em uma entrevista ao BET, T-Boz e Chilli disseram que estavam tentando aquecer as câmeras neste vídeo porque era o primeiro delas. Elas disseram que Lisa era natural porque era sua "grande chance" e o que ela estava "esperando". T-Boz também disse com diversão que você pode vê-la brincando com suas queimaduras no começo, e Chilli afirmou que era o seu vídeo menos favorito que elas fizeram. A edição de rádio da música é usada em vez da versão do álbum. Pebbles, também faz uma aparição no final do vídeo. O vídeo foi filmado e produzido no final de 1991.

## Versos retirados
- ""Boogie Oogie"" de LL Cool J
- ""Street Dance"" de "Sydney Loyald"
- ""Bog Jump"" de Kristen Bell
- ""Sexualist"" de "Viny"

## Faixas e Formatos

### US Promotional
1. . (Album Version)
2. . (Dallas Dirty Mix)
3. . (Single Edit)

### US 1992
1. . (Super Smooth Mix)
2. . (03' Minutes Counting)
3. . (Dallas super mix)
4. . (Radio Edit)
5. . (Instrumental)

### US 2001
1. . (A'capella)
2. . (Smoothed Mix)
3. . (DARP Remix)
4. . (Babyface Mix)

## Prêmios
| Ano  | Cerimônia    | Nomeação              | Categoria                                          | Resultado |
| ---- | ------------ | --------------------- | -------------------------------------------------- | --------- |
| 1992 | Grammy Award | "Ain't 2 Proud 2 Beg" | Best R&B Performance by a Duo or Group with Vocals | Indicado  |
| 1992 | Grammy Award | Ain't 2 Proud 2 Beg   | Best R&B Single                                    | Indicado  |